# Lethlobar mac Echach
Lethlobar mac Echach (mort en 709) est le 18e roi du Dál nAraidi des Cruithnes en Ulaid (Ulster) royaume régional d'Irlande. Il est le fils d'un souverain précédant Eochaid Iarlaithe mac Lurgain († 666) Il est issu de la principale dynastie régnant du Dál nAraidi connue sous le nom de  Uí Chóelbad implantée en Mag Line, à l'est de la cité d'Antrim dans l'actuel comté d'Antrim et règne de 708 à 709.

## Règne
Il accède au trône après l'assassinat de Cú Chuarán mac Dúngail Eilni († 708) de la lignée d'Eilne de la famille en 708. les annale notent sa mort lors de la bataille de Dul in Magh Eilne, entre les rivières Bush et Bann dans l'actuel comté d'Antrim en Irlande du Nord. Le vainqueur du combat n'est pas mentionné et il est possible qu'il s'agisse du Dál Fiatach qui venait juste de s'emparer du royaume régional d'Ulaid.

## Postérité
La fille de Lethlobar nommée Barrdub est réputée avoir été l'épouse de Bécc Bairrche mac Blathmaic († 718) un roi d'Ulaid du  Dál Fiatach . Son fils Indrechtach mac Lethlobair († 741) sera ultérieurement roi de Dál nAraidi.

## Sources
- (en) Ouvrage collectif sous la direction de Edel Bhreathnach, The Kingship and landscape of Tara, Dublin, Four Courts Press, 2005 (ISBN 1851829547), p. 192-193.
- (en) Francis John Byrne, Irish Kings and High-Kings, Dublin, Courts Press History Classics, 2001 (ISBN 1-851-82-196-1), p. 287 Kings of Ulster (Cruthin) Table n°7.
- (en) Gearóid Mac Niocaill, Ireland before Vikings, Dublin, Gill & Macmillan, 1972 (ISBN 0-71710-558-X), p. 138 Rulers of Dál nAraide 625-792